# Eolinus
Genre
Eolinus est un genre fossile d'araignées aranéomorphes de la famille des Salticidae.

## Distribution
Les espèces de ce genre ont été découvertes dans de l'ambre de la mer Baltique. Elles datent du Paléogène.

## Liste des espèces
Selon The World Spider Catalog 17.5 :
- †Eolinus balticus Żabka, 1988 ;
- †Eolinus fungus Wunderlich, 2004 ;
- †Eolinus insuriens Wunderlich, 2004 ;
- †Eolinus prominens Wunderlich, 2004 ;
- †Eolinus samlandica Wunderlich, 2004 ;
- †Eolinus succineus Petrunkevitch, 1942 ;
- †Eolinus theryi Petrunkevitch, 1942 ;
- †Eolinus theryoides Wunderlich, 2004 ;
- †Eolinus tystschenkoi Proszynski & Żabka, 1980 ;
- †Eolinus vates Wunderlich, 2004.

## Publication originale
- Petrunkevitch, 1942 : A study of amber spiders. Transactions of the Connecticut Academy of Arts and Sciences, vol. 34, p. 119–464.